# 資源 (計算機科學)
在計算機科學中，系統資源（英語：system resource），或是資源（英語：resource），意指是一個電腦系統中，限制其運算能力的任何實體或是虛擬的組成元件。任何連結到電腦系統中的裝置，都是一個資源，例如鍵盤、螢幕等。電腦系統內部的任何元件都是資源，如CPU，RAM。電腦系統中的軟體虛擬元件，包括檔案，網路連線與記憶體區塊等，都是一種資源。
系統資源的概念，最早源自於計算資源，兩者有關聯性，但在定義上不同。電腦系統中，負責資源管理與分配的功能，稱為資源管理。